# Schnepfenreuth
Schnepfenreuth ist seit 1923 ein Stadtteil der kreisfreien Stadt Nürnberg in der Nordwestlichen Außenstadt und gab der Gemarkung 3462 ihren Namen. Schnepfenreuth bildet zusammen mit Buch und Höfles den statistischen Bezirk 73.

## Geographie

### Lage
Schnepfenreuth liegt im Norden Nürnbergs am Südrand des Knoblauchslandes. Ein Dutzend landwirtschaftlicher Betriebe bildet das Zentrum. Unmittelbar westlich des Ortes entspringt der Poppenreuther Landgraben, der ein rechter Zufluss der Pegnitz ist. Im Westen wird die Flur Beim Großen Ruhestein genannt.

### Nachbarorte
| Höfles              | Buch                                        |          |
|                     | Kompassrose, die auf Nachbargemeinden zeigt | Almoshof |
| Kriegsopfersiedlung | Wetzendorf                                  | Thon     |

## Geschichte
Schnepfenreuth wurde erstmals 1281 als „Snepfenrude“ erwähnt, als König Rudolf die Nürnberger Burggrafen aus dem Hause Zollern mit der Ortschaft belehnte. 1427 wurde das Dorf von der Reichsstadt Nürnberg gekauft, die das Hochgericht (Fraisch) innehatte. Die zuständige Pfarrei war Poppenreuth. Im Ersten und Zweiten Markgrafenkrieg wurde Schnepfenreuth zerstört, im Dreißigjährigen Krieg schwer geschädigt und auch während der Napoleonischen Kriege in Mitleidenschaft gezogen.
Gegen Ende des 18. Jahrhunderts bestand Schnepfenreuth aus 18 Anwesen (1 Dreiviertelhof, 3 Zweidrittelhöfe, 3 Halbhöfe, 2 Drittelhöfe, 4 Viertelhöfe, 4 Gütlein, 1 Haus). Das Hochgericht übte die Reichsstadt Nürnberg aus, was aber vom brandenburg-bayreuthischen Oberamt Baiersdorf strittig gemacht wurde. Alleiniger Grundherr war das Amt der Vesten der Reichsstadt Nürnberg.
1796 wurde Schnepfenreuth wie das gesamte Knoblauchsland unter die Verwaltung Preußens gestellt und 1810 dem Königreich Bayern übergeben. Von 1797 bis 1810 unterstand der Ort dem Justiz- und Kammeramt Erlangen. Im Rahmen des Gemeindeedikts wurde Schnepfenreuth dem 1813 gebildeten Steuerdistrikt Kraftshof und der im selben Jahr gebildeten Ruralgemeinde Kraftshof zugewiesen. Mit dem Zweiten Gemeindeedikt (1818) entstand die Ruralgemeinde Schnepfenreuth. Sie war in Verwaltung und Gerichtsbarkeit dem Landgericht Erlangen zugeordnet und in der Finanzverwaltung dem Rentamt Erlangen. Ab 1862 gehörte Schnepfenreuth zum Bezirksamt Fürth und zum Landgericht Fürth (ab 1876 Stadt- und Landgericht Fürth, 1879 in Amtsgericht Fürth umbenannt). Die Finanzverwaltung wurde 1871 vom Rentamt Fürth übernommen (1919 in Finanzamt Fürth umbenannt). Die Gemeinde hatte 1904 eine Gebietsfläche von 1,582 km². Am 1. November 1923 wurde Schnepfenreuth nach Nürnberg eingemeindet. Seitdem sind das Amtsgericht und Finanzamt Nürnberg zuständig.
Obwohl seit Jahren die großstädtische Bebauung eingesetzt hat, blieb die ländliche Struktur bis heute teilweise erhalten.

### Baudenkmäler
- Georg-Höfler-Weg: Sogenannter Blauer Stein
- Schnepfenreuther Hauptstr. 59: Eingeschossiges Bauernhaus, Sandstein, teilweise verputzt. Über dem Eingang bezeichnet „MS-ES 1816“.[9]
- Schnepfenreuther Hauptstr. 65: Wohnstallhaus
- Schnepfenreuther Hauptstr. 66: Eingeschossiges, einseitig aufgestocktes Wohnhaus, verputzt, im Kern 18. Jahrhundert.[9]
- Schnepfenreuther Hauptstr. 69: Bauernhaus
- Schnepfenreuther Hauptstr. 70: Sandsteinscheune, Mitte des 19. Jahrhunderts.[9]
- Schnepfenreuther Hauptstr. 73: Eingeschossiges Wohnhaus der ersten Hälfte des 19. Jahrhunderts, mit Sandsteingiebel.[9]
- Schnepfenreuther Hauptstr. 75: Wohnstallhaus
- Schnepfenreuther Hauptstr. 78: Doppelhof
- Schnepfenreuther Hauptstr. 79: Eingeschossiges Bauernhaus aus Sandstein, bezeichnet „1803“; Giebel bezeichnet „Joh. Höfler 1862“.[9]
- Schnepfenreuther Hauptstr. 81: Feuerwehrgerätehäuschen
- Schnepfenreuther Hauptstr. 82: Wohnstallhaus
- Schnepfenreuther Hauptstr. 85: Schlichtes eingeschossiges Giebelhaus aus Sandstein, bezeichnet „1850“.[9]
- Steinfeldstr. 41: Eingeschossiges Bauernhaus des 18./19. Jahrhunderts; einseitig aufgestockt. Mit ein- bzw. zweigeschossigem Giebel. Schupfe und Scheune.[9]

### Einwohnerentwicklung
| Jahr      | 1818   | 1840   | 1852   | 1855   | 1861   | 1867   | 1871   | 1875   | 1880   | 1885   | 1890   | 1895   | 1900  | 1905   | 1910   | 1919   |
| Einwohner | 141    | 159    | 158    | 159    | 183    | 191    | 187    | 182    | 189    | 212    | 200    | 220    | 219   | 227    | 268    | 240    |
| Häuser    | 25     | 26     |        |        |        |        | 26     |        |        | 30     | 30     |        | 36    |        |        |        |
| Quelle    | [ 11 ] | [ 12 ] | [ 13 ] | [ 13 ] | [ 14 ] | [ 15 ] | [ 16 ] | [ 17 ] | [ 18 ] | [ 19 ] | [ 20 ] | [ 13 ] | [ 7 ] | [ 13 ] | [ 21 ] | [ 13 ] |

## Religion
Der Ort ist seit der Reformation evangelisch-lutherisch geprägt und nach St. Peter und Paul (Poppenreuth) gepfarrt. Die Einwohner römisch-katholischer Konfession sind nach St. Clemens (Nürnberg) gepfarrt.

## Kultur
Jedes Jahr im September findet die Schnepfenreuther Kärwa statt. Bis vor wenigen Jahren wurde diese auf einer Freifläche an der Bamberger Straße abgehalten, seitdem diese aber bebaut wurde, findet sie direkt in der Dorfmitte statt. Der Festumzug am Sonntag verläuft auch durch das nördliche Thon, er wendet an der Schleswiger Straße.
Der Sportverein Turnerbund St. Johannis 1888 e. V. ist hier beheimatet. Derzeit existieren Abteilungen für Fußball, Tennis, Turnen und Gymnastik, Ski und Wandern, Tischtennis,  Boule, Cornhole und Präventionssport. 

## Infrastruktur
Es gibt einen Kiosk, ein Restaurant und eine Gärtnerei. Im Osten befindet sich ein Gewerbegebiet mit diversen Firmen. Unter anderem ist dort ein Catering-Betrieb für die Versorgung von Airlines untergebracht, welche am nahegelegenen Nürnberger Flughafen starten und landen.

## Verkehr
Der Ort ist über Gemeindestraßen mit dem südlich gelegenen Thon verbunden. Auf der Fahrt von Flughafen bzw. B4 Richtung Westen (Fürth) kommend endet auf Höhe der Schnepfenreuther Hauptstraße die Bamberger Straße und geht auf ca. 500 m Länge in einen Feldweg über. Der Verkehr führt auf einem Umweg durch die Ortsmitte. Eine Gemeindeverbindungsstraße verläuft nördlich nach Buch.
Die Stadtbuslinie 31 verbindet die Ostseite des Dorfes mit Neunhof und Thon. Die Straßenbahnlinie 4 hält am Ortsrand (Bamberger Straße).